# Wikipedia łotewskojęzyczna
Wikipedia łotewskojęzyczna – łotewska edycja językowa Wikipedii.
Edycję tę założono w 2003. W 2006 liczba artykułów tej wersji językowej przekroczyła 5000. 14 maja 2009 liczba artykułów tej edycji przekroczyła 21 450, a w czerwcu 2013 – 49 000. Według statystyk 1 czerwca 2013 edycja ta zajmowała 63. pozycję wśród wszystkich wersji językowych, biorąc pod uwagę liczbę artykułów.